# Paolo Santonino
Paolo Santonino (Paulus Santoninus/Sanctoninus/de Sanctoninis, * in Stroncone im südlichen Umbrien; † 1507) war ein italienischer Jurist des 15. Jahrhunderts.

## Leben und Persönlichkeit
Die bisherigen biographischen Kenntnisse über Paolo Santonino hat Giuseppe Vale erarbeitet und seiner Edition von Santoninos „Itinerarium“ vorangestellt. Aus dem „Itinerarium“ selbst können darüber hinaus relevante Einzelheiten zu Santoninos Persönlichkeit erschlossen werden.
Der gebürtige Umbrier Paolo Santonino ist ab 1469 in Friaul nachweisbar, und hier blieb er dann offenbar sesshaft. In Udine, wo er nachmals als „kaiserlich befugter öffentlicher Notar und ordnungsgemäß eingesetzter Richter“ begegnet, erlangte er im Jahr 1473 das Bürgerrecht. Dort besaß er ein Haus mit Landbesitz in der heutigen Via Vittorio Veneto. Mit seiner Frau Allegrezza Lucretia hatte er, soweit bekannt, eine Tochter und fünf Söhne, von denen drei ebenfalls juristische Laufbahnen ergriffen. Paolo Santonino selbst, der anfänglich als Privatsekretär der Udineser Vikare des Patriarchen von Aquileia tätig war, stieg 1491 aufgrund seiner anerkannten Kompetenz zum alleinigen Kanzler dieses Vikariats auf.
Als Autor ist Paolo Santonino heute nur dank seines „Itinerariums“ bekannt, und zwar mitunter bestens, insbesondere in den von ihm bereisten Landstrichen. Im „Itinerarium“ gibt Santonino einerseits ein kommunikatives und eloquentes, geistreiches und humorvolles Naturell zu erkennen, und andererseits zeigt er, entsprechend seiner juristischen Berufstätigkeit, die Qualitäten eines gebildeten, um Objektivität bemühten, spontanen, ja „notorischen“ Beobachters, der in seine reichdifferenzierten Aufzeichnungen auch viele selbständige Urteile einfließen lässt. Die amtlichen, jeweils vor Ort von ihm selbst geschriebenen Urkunden scheint Santonino als Textbausteine und Erinnerungshilfen für sein „Itinerarium“ verwendet zu haben – ein Indiz für seinen Wahrheitsanspruch. Obwohl die bereisten Landstriche und Kulturen für Santonino bis dahin unbekannte, fremdsprachige Erfahrungsräume waren, lässt er nicht den geringsten Vorbehalt gegen kulturelle Fremdheit erkennen, ja die negativen literarischen Stereotype italienischer Autoren gegenüber den „transmontanen“ Kulturräumen (das sogenannte Barbarenverdikt) sind bei ihm geradezu ins positive Gegenteil gewendet. Das Spektrum seiner Aufmerksamkeit erscheint inhaltlich quasi unbegrenzt. Schwerpunkte sind: kirchliche Amtshandlungen, Kirchenausstattungen, Merkmale der Landschaft, Stadtbeschreibungen, Personenbeschreibungen, topographische und kulturelle Besonderheiten, Überreste der römischen Antike, und vor allem festliche Bankette, die bisweilen von Musikdarbietungen begleitet waren. Mit seinen zahlreichen Essensbeschreibungen überliefert Paolo Santonino eine für das Mittelalter auf diesem Sektor absolut solitäre Informationsdichte. Als echte Rarität wird manchmal sogar der Aufbau von Speisenfolgen im Sinne der mittelalterlichen Diätetik nachvollziehbar.  Santoninos markantes Interesse an der Paraphrasierung exquisiter Kochkunst dürfte mit exzellenter persönlicher Kompetenz zu erklären sein, denn terminologische und sprachliche Gemeinsamkeiten mit dem „Libro de l’arte coquinaria“ des Friulaners Maestro Martino bzw. mit dem damals brandneuen diätetischen Hauptwerk, „De honesta voluptate et valetudine“ des Humanisten Bartolomeo de’ Sacchi („Platina“), attestieren Santonino einen hochqualifizierten kulinarischen Urteilshorizont. Damit dieser pointierte Interessensschwerpunkt aber keine Fehleinschätzungen provoziert, muss zur Persönlichkeitsstruktur Paolo Santoninos auf jeden Fall auch festgehalten werden, dass er, obwohl Laie, in vielen Details seines „Itinerariums“ zu erkennen gibt, wie entschieden seine Mentalität der christlichen Weltsicht verpflichtet ist. Ein typisches Beispiel hierfür ist etwa die wiederholte Betonung der Mühseligkeit des Reisens (eine christliche Metapher für den entsagungsvollen „Weg“ ins Himmelreich), ein anderes die Stadtbeschreibung von Villach (eine im religiösen Sinn „schöne Stadt“).  Unter diesem Vorzeichen sind auch Santoninos Essensbeschreibungen zu relativieren: Zwar hat er die tagtägliche Wiederkehr eines exzeptionellen Festtags-Standards sichtlich genossen, doch kann er diese Dichte unmöglich im Sinne des Lasters der Völlerei bewertet haben, die aus moderner Sicht meistens hineininterpretiert wird. Vielmehr erscheinen auch die üppigen Essensbeschreibungen aus der christlichen Weltsicht erklärbar, nämlich aus dem Postulat der Gastfreundschaft, die ja die sieben christlichen Werke der Barmherzigkeit sehr maßgeblich mitkonstituiert (Hungrige speisen, Durstigen zu trinken geben, Fremde beherbergen). So gesehen hätte Santonino mit den Essensbeschreibungen manifestieren wollen, dass während der kirchenrechtlich veranlassten Reisen eine aus christlicher Sicht grundlegende Norm hervorragend erfüllt war.
Santoninos nichtliterarischer schriftlicher Nachlass ist um vieles umfangreicher als das „Itinerarium“, aber auch trockener: Im Kanzleidienst verfasste er unter anderem die gigantischen Akten der Kurie des Patriarchats Aquileia (1472–1481) sowie einen „Visitationum liber“ (1488 ff.). Die in allen seinen Schriften erkennbare klassische Bildung und seine (auch berufsbedingte) Routine im Gebrauch der lateinischen Sprache begründete wohl auch sein Naheverhältnis zu friulanischen Literaten und zu humanistischen Zirkeln, etwa um Marcus Antonius Coccius Sabellicus (1436–1506). Das derzeit letzte Lebenszeichen Paolo Santoninos ist eine von ihm unterzeichneten Urkunde vom 8. Juli 1507.

## Santoninos sogenannte Reisetagebücher
Paolo Santonino hat sein „Itinerarium“ in lateinischer Sprache verfasst. Im deutschen Sprachraum kursiert aufgrund der gewollt altertümelnden deutschen Übersetzung der Werktitel „Reisetagebücher“. Diese literarische Gattungszuweisung ist missverständlich bis unzutreffend. Es handelt sich vielmehr um einen Bericht (historia) über drei kirchliche Dienstreisen aus den Jahren 1485, 1486 und 1487, die Pietro Carlo, Bischof von Caorle, im Auftrag des damaligen Patriarchen von Aquileia, Marco Barbo, zu absolvieren hatte. Zugleich betitelt Santonino den Anfang sowie auch die Gesamtheit seines dreiteiligen Berichts auch als itinerarium und deklariert sich als dessen Verfasser im Dienst des Patriarchats. Diese originäre Gattungszuweisung und andere Überlegungen (siehe unten) sprechen mit Nachdruck dafür, die Titulierung „Reisetagebücher“ durch die literarhistorisch adäquatere Bezeichnung „Itinerarium“ zu ersetzen.
Die drei Reisen dauerten insgesamt 114 Tage und führten aus Friaul an den nördlichen Rand der Diözese Aquileia, den damals die Drau markierte. Dadurch erfassten jene Reisen im heutigen Österreich Teile von Osttirol und Kärnten sowie im heutigen Slowenien Teile von Krain und der einstigen Mark an der Sann. Die drei Reisen kamen aus kirchlichen Notwendigkeiten zustande, hatten aber einen herben realpolitischen Hintergrund: Wiederholte Einfälle der Osmanen in die betreffenden Gebiete hatten das Spenden der Firmung und die Visitation der Pfarrgeistlichkeit teils jahrzehntelang verunmöglicht, und zahlreiche (Neu-)Weihen von Kirchen und Altären standen heran, um nach jener Krisenzeit den kanonischen Rahmen für ordnungsgemäße Gottesdienste wiederherzustellen.
In einer von anderen Quellen des Mittelalters kaum überbietbaren Signifikanz lassen die Aufzeichnungen Santoninos auch viele praktische Details des Unterwegsseins erkennen, nämlich:  die Reiserouten anhand der Tag für Tag aufgelisteten Orte; die – mit Ausnahme von Sonn- und Feiertagen – tagtäglich zurückgelegten Entfernungen; die mittlere Reisegeschwindigkeit (= 4 bis 5 km/h); die überwiegende Verwendung von Reitpferden als Mittel der Fortbewegung; die ungefähre Größe der Reisegesellschaft; die Beschaffenheit von Straßen und Brücken; das Zeitschema der Tagesabläufe (inkl. Dauer der Nachtruhe, Art der Stundenzählung, Essenszeiten und Essensdauer);  die Kategorien von Nachtquartieren; und vereinzelte Hinweise zu Kleidung und Hygiene.
Die von Santonino überlieferten Angaben zum Essen darf man allerdings keinesfalls im Sinne von Reiseverpflegung auffassen. Denn Santonino erlebte und beschrieb Speisen und Speisenfolgen im nicht-alltäglichen, festlichen Rahmen und unter dem Aspekt der hohen Kochkunst. Dadurch ermöglichen seine kulinarischen Angaben den anderweitig kaum dokumentierten Zugang zu Speisen des Mittelalters einmal nicht von den Rezeptsammlungen und Kochbüchern her, sondern von der Küchenpraxis her. Eine andere Rarität sind Paolo Santoninos „statistische“ Notizen zum jährlichen Lebensmittelverbrauch an einem Herrschaftshof des Spätmittelalters.

### Die erste Reise
Die erste Reise startete am 29. September 1485 in San Daniele und endete am 11. November 1485 in Udine. Besucht wurden Osttirol, das Gailtal und vereinzelt Orte im Drautal. Die Reiseroute führte zuerst über den Plöckenpass nach Kötschach-Mauthen. Von dort ging es über den Gailbergsattel nach Oberdrauburg im Drautal. Nach einem Aufenthalt zog die Reisegemeinschaft weiter nach Tristach, Amlach und schließlich nach Lienz. Auf Schloss Lengberg schilderte er das Zusammentreffen mit Graf Leonhard von Görz, seiner Ehefrau Paola Gonzaga und den führenden Görzer Staatsmann Virgil von Graben sowie die Bewirtung seitens Von Graben selbst. Von dort aus ging es zurück nach Oberdrauburg, von wo aus erneut der Gailberg überquert wurde. Nach einem neuerlichen Aufenthalt in Kötschach-Mauthen ging es ins Lesachtal. Nach der Rückkehr nach Mauthen ging die Reise mit etlichen Zwischenstationen den Gailfluss abwärts nach Hermagor. Von dort aus ging die Reisegesellschaft in das Gitschtal bis zum
Weißensee und wieder retour nach Hermagor. Nach einigen Tagen in und um Hermagor zogen sie wieder durch das Gitschtal bis ins Drautal nach Greifenburg. Nach dem Aufenthalt in der Gegend um Greifenburg ging es über Oberdrauburg erneut zurück nach Kötschach-Mauthen. Von dort aus zogen sie über Tolmezzo und Venzone zurück nach Udine.

### Die zweite Reise
Die zweite Reise startete am 26. August 1486 in Cividale und endete am 1. Oktober 1486 in Udine. Besucht wurden Oberkärnten und Krain. Die Reiseroute führte den Fluss Natisone entlang bis Kred und weiter nach Kobarid/Karfreit und Tolmin/Tolmein. Von dort ging es mit einigen Zwischenstopps weiter nach Škofja Loka/Bischoflack. Von dort aus ging es nach Kranj/Krainburg. Weiter führte die Route über Tržič/Neumarktl, über den Loiblpass nach Kappel an der Drau bei Ferlach. Von dort ging es über Rosegg nach Villach. Nach einigen Tagen in und um Villach, von wo aus auch gailaufwärts das Stift Arnoldstein, Sankt Stefan im Gailtal und die Burg Finkenstein aufgesucht wurden, kehrten Santonino und der Bischof nach Rosegg zurück. Von dort aus führte die Reiseroute (vermutlich über den Faaker See) erneut auf die Burg Finkenstein. Weiter führte die Route über Faak am See wieder nach Villach. Nach ein paar Tagen Aufenthalt ging die Reise erneut nach Finkenstein. Von dort aus ging es dann über Tarvis/Tarvisio, Flitsch/Bovec/Plezzo und Kobarid/Karfreit zurück nach Cividale.

### Die dritte Reise
Die dritte Reise startete am 7. Mai 1487 in Tolmein/Tolmin und endete am 8. Juni in Udine bzw. Cividale. Besucht wurde die Mark an der Sann. Die Reiseroute führte über den Weiler Grahova, Seltschach/Selce, Kompolje und ein Dorf namens Franz bis Neukirchen/Nova Cerkev nach Gonobitz/Slovenske Konjice. Von dort aus ging es einmal nach Loče und nach S. Johann am Čadram, heute Oplotnica. Dann führte die Reise weiter über Pöltschach/Poljčane in das Kloster S. Sophia in Studenitz/Studenice. Von dort aus reisten sie weiter nach Maxau/Makole und Kerschbach/Črešnjevec und auf die nahegelegene Burg Stattenberg. Von dort aus führte die Route nach Pettau/Ptuj und Ptujska Gora. Von dort aus wurden einige Kirchen in der Ebene besucht. Weiter führte die Reise über Schiltern/Žetale nach Rohitsch/Rogatec. Nach fünf Tagen in und um diese Stadt ging es wieder zum Kloster Studenitz. Von dort aus ging es weiter nach Kerschbach/Črešnjevec, Pulsgau/Polskava und Kötsch/Hoče. Die nächsten Stationen auf der Reise waren Frauheim/Fram, Schleinitz/Slivnica, Slovenska Bistrica, Tainach/Tinje. Zurück in Gonobitz reiste man weiter nach Malocherin/Malohorna, Weitenstein/Vitanje und Kirchstetten/Črešnjice. Dort suchten sie ein nicht näher genanntes in der Nähe liegendes Kloster auf. Die Route führte nun zurück über Ponigl/Ponikva nach Cilli/Celje. Von dort aus ging es wieder zurück über Burg Glogowitz/Blagovica, Zirknitz/Cerknica, Tolmein/Tolmin und schließlich nach Udine bzw. Cividale.

## Historische Bedeutung und Nachleben
Paolo Santonino schrieb über die bischöflichen Agenden kein amtliches Protokoll – freilich wohl auch kein rein privates, aber auch kein rein profanes. Konkretisierbar ist seine Intention allerdings nur hypothetisch. Im Sinne dieser Hypothese hätte Santonino beabsichtigt, als Augenzeuge ein beispielloses Unternehmen von welthistorischer Tragweite quasi mikrohistorisch darzulegen, nämlich dass und wie die bischöfliche Delegation die durch die Osmanen entäußerten Kirchendistrikte in den Schoß der Kirche rückgeführt hat.
Diesem ganzheitlichen Meta-Interesse entspräche zunächst, dass Santonino sein dreiteiliges Opus klar als Einheit auffasst, denn wie gesagt etikettiert er es (jeweils im Singular) als itinerarium, und er qualifiziert diese Gesamtheit als historia. Beide Begriffe transportieren nüchterne Pragmatik wie auch hochrangige religiöse Metaphorik: itinerarium steht einerseits für Eintragungen „unterwegs“ in tagtäglicher Folge, andererseits auch für Augenzeugenschaft und Authentizität auf dem „Weg“ zu einem „höheren“ Ziel, und dem Begriff historia ist ein Wahrheitsanspruch immanent, dessen Inbegriff die Bibel ist. In dieser Perspektive wäre Santoninos Hauptmotivation für die Niederschrift des „Itinerariums“ das (unausgesprochene) Bewusstsein um die solitäre zeithistorische Relevanz der Reisen gewesen, und er hätte mit seiner als itinerarium angelegten historia jene einmalige kirchenpolitische Leistung würdigen wollen, die aus christlicher Sicht letztlich zu deuten ist als eine schrittweise Vollendung gemäß der göttlichen Weltordnung. So gesehen müsste man Santoninos Essensbeschreibungen lesen als Spiegel festtagsgemäßer Gastfreundschaft einer meist ländlichen Oberschicht (niederer Adel, Pfarrgeistlichkeit), die auf dieser Schiene vordergründig dem Bischof Standeskonformität bieten, aber hintergründig auch die Größe seines Vollendungswerkes würdigen wollte. In dieser Sicht repräsentiert das „Itinerarium“ eine höchst originelle Gelegenheitsschrift – allerdings keine primär selbstdarstellerische (die Rede war von einer nicht zur Veröffentlichung bestimmten rhetorischen Übung an die Adresse des zu Hause gebliebenen Freundeskreises), sondern eine den beispiellosen Anlass und Auftrag würdigende. In diese Richtung verweist auch Santoninos abschließende Widmung des „Itinerariums“ ad maiorem Dei gloriam (A. M. D. G.). Dass Santoninos Autograph 1549 in die Biblioteca Apostolica Vaticana gelangt ist (Cod. Vat. Lat. 3795), kann anlassgerechte apostolische Wertschätzung signalisieren.
Im Gegensatz dazu verleiten abenteuerliche Reiseumstände, üppige Speisebeschreibungen sowie die kulturelle Fremdheit des christlichen Mittelalters an sich ein modernes Leserpublikum häufig zu kulturvoyeuristisch motivierten Interpretationen des „Itinerariums“. Hierauf gründet auch die große Popularität des „Itinerariums“ in der Gegenwart. Über weite Strecken beruht Santoninos Popularität auf der unkritischen Rezeption von Übersetzungen und Nacherzählungen des „Itinerariums“. Als Hauptakteur der drei Reisen wird bezeichnenderweise nicht etwa Bischof Pietro Carlo wahrgenommen, sondern sein Schreiber Paolo Santonino. Am deutlichsten wird das anhand der Vermarktung Santoninos in den Ortschroniken, Freizeitangeboten und Gasthäusern entlang der Reiseroute, wo es von erfindungsreichen Santonino-Reminiszenzen und angeblichen Santonino-Speisen nur so wimmelt. Bei den Übersetzungen des mittellateinischen Originaltextes in aktuelle Nationalsprachen (bisher: Deutsch, Japanisch, Slowenisch, Italienisch) liegt es in der Natur der Sache, dass aufgrund der sprachlichen Transformierung auch entscheidende Bedeutungsnuancen verloren gehen (gerade etwa die Prägung des „Itinerariums“ durch Santoninos christliche Weltsicht), weil viele Termini nur aus der originalen Latinität heraus in ihrer mentalitätsgeschichtlich verankerten Semantik verstehbar sind, die aber neusprachlich meist nur schwer äquivalent wiedergegeben werden kann. Daher scheinen kompetente Diskurse über Intentionalität und Aussagewert des „Itinerariums“ sowie über die Persönlichkeit seines Autors nur auf der Basis des mittellateinischen Originaltextes und nur im wissenschaftlichen Rahmen möglich. Aber selbst die professionelle Neuaufbereitung der von Santonino beschriebenen Speisen durch Barbara Maier und Hans G. Kugler veranschaulicht, dass bei aller Re-Präsentation und Rekonstruktion ein unvermeidlicher Rest an Gegenwartsbindung verbleibt.
Der Eindruck, dass Santonino nicht aus der Fremde, sondern eher von guten Nachbarn und Freunden berichtet, ließe übrigens an eine gemeinschaftsstiftende Wirkung der Kulturen übergreifenden Diözese des Patriarchats Aquileia denken (die wohl auch bezüglich der heutigen Idee des Regionenverbundes Alpen-Adria/Alpe-Adria/Alpe-Jadran mit zu erwägen wäre).
Rund um das Millenniumsjahr 2000 hat in Friaul (San Daniele del Friuli, Gradisca) eine Santonino-Renaissance stattgefunden, die das „Itinerarium“ auch mit einer Textausgabe gewürdigt hat, die Santoninos Muttersprache entspricht. Einen anderen medialen Weg ging Franz Glantschnig (Radnig) mit einer Videoproduktion. Auch das Fernsehen greift immer wieder und in unterschiedlicher Qualität Santonino-Themen auf. Bisher am weitesten vom Originaltext entfernt hat sich Engelbert Obernosterer (Mitschig) mit einem dramatisierten „Sittenbild“ unter dem Titel „Paolo Santonino“.